# Jerzy Michał Boguszewski
Jerzy Michał Boguszewski herbu Juńczyk (zm. przed 7 stycznia 1706 roku) – skarbnik bełski od 1691 roku, miecznik smoleński przed 1691 rokiem.

## Życiorys
Poseł na sejm elekcyjny 1697 roku z województwa bełskiego. Był elektorem Augusta II Mocnego z województwa bełskiego w 1697 roku.